# شفله
 

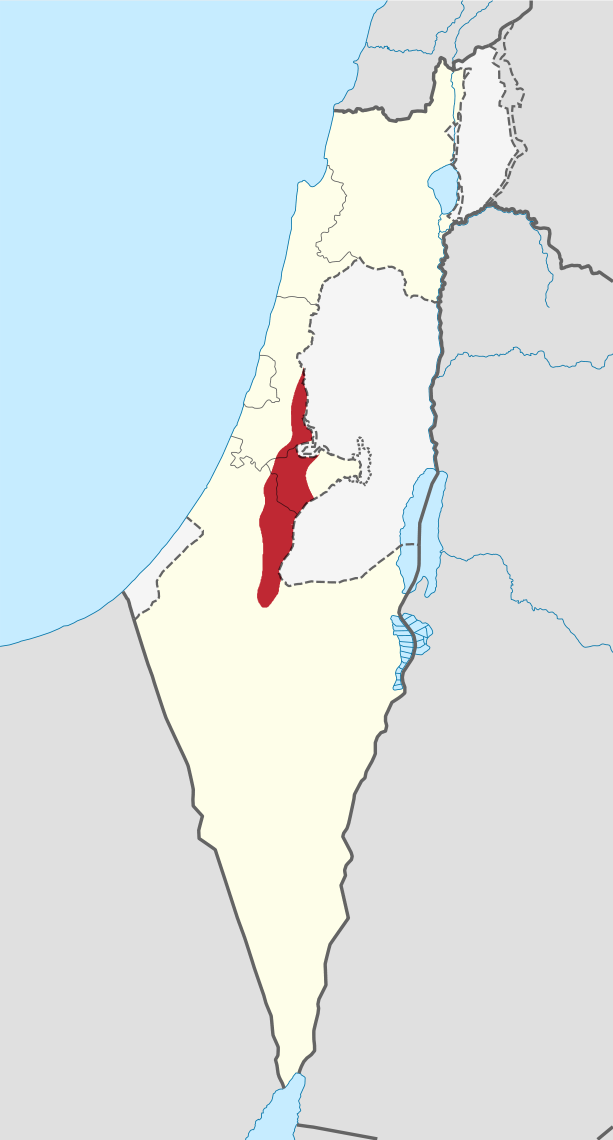
منطقة شفله في إسرائيل

شِفِلَه أو سِفِلَه أو هَشِفِلَه (بالعبرية: הַשְּׁפֵלָה‏) )، الاسم مشتق من الجذر شفل الذي يقابله سفل في العربية، والتعبير شفلت يهودا שְׁפֵלַת יְהוּדָה يعني أسفل أو منحدرات يهودا هي منطقة انتقالية من التلال المتدرجة ذات المنحدرات السلسة في وسط وجنوب إسرائيل تتد على مساحة تتراوح بين 10–15 كـم (6.2–9.3 ميل) بين جبال الخليل (جبال يهودا) والسهل الساحلي .  
اليوم أصبحت منطقة شفله ريفية إلى حد كبير وبها العديد من المزارع، وتحيط بها تقريبًا مدن أشدود ، وعسقلان ، ورحوفوت ، وبيت شيمش ، وكريات جات .
و بحسب القصة في التناخ خُصصت أراضي في شفله لقبيلتي يهوذا ودان .  

## مواردالتناخ
ورد ذكر شفله عدة مرات في الكتاب المقدس العبري .  وعادة يُترجم اسمها إلى "سهل" أو "وادي". وكانت شفله موقعًا للعديد من المعارك التوراتية. خلال ثورة بار كوخبا ، تم ربط التلال المجوفة لتشكيل أنظمة مخابئ معقدة للقتال مع الرومان.

## الجغرافيا

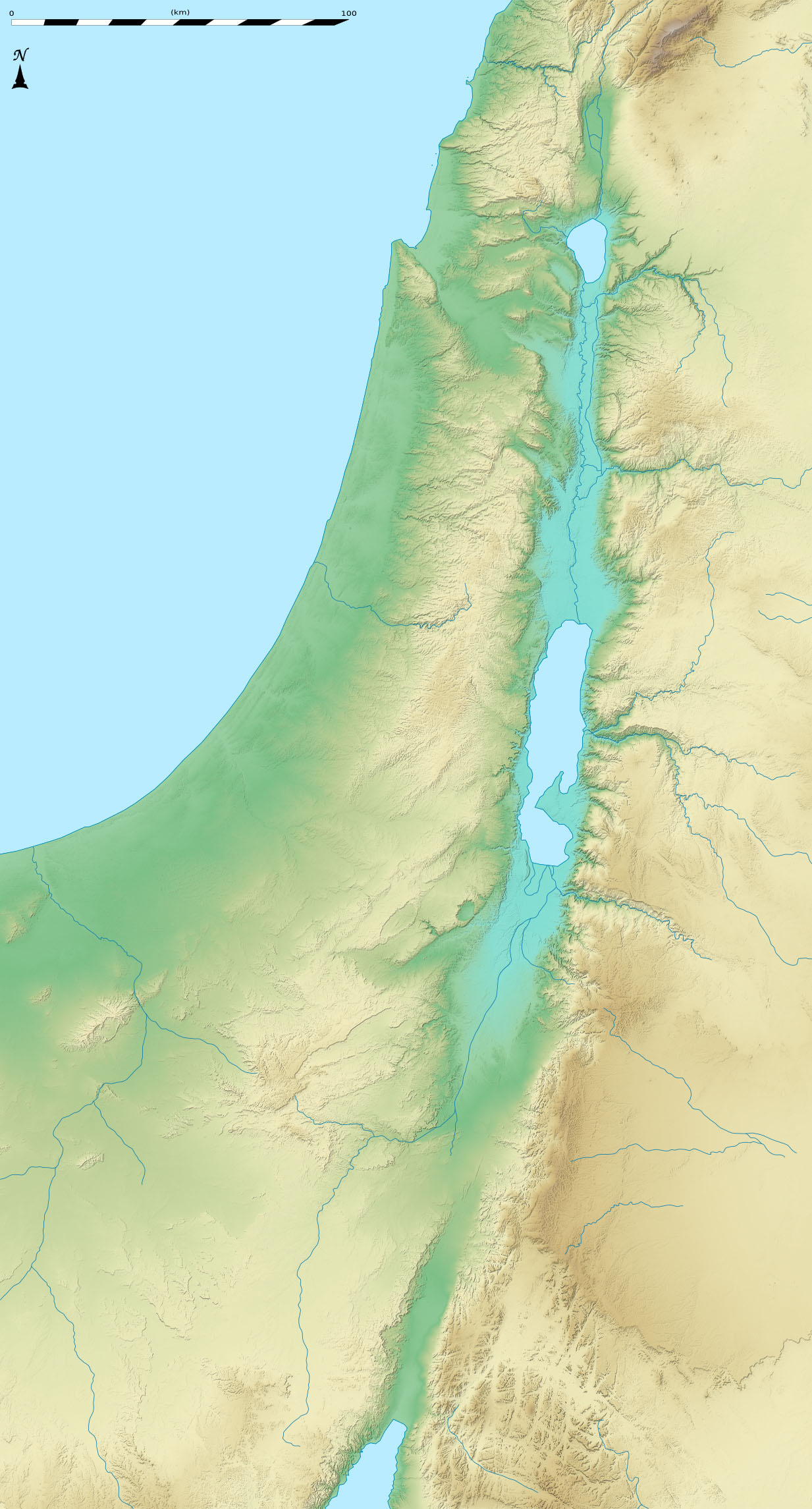
تضاريس فلسطين

تتكون شفله من تلال متدرجة خصبة.  ومن الناحية الطبوغرافية، تمثل منطقة انتقال من جبال القدس والخليل الأعلى والأكثر وعورة، وهي تشكل سفوحها، والسهل الساحلي.  حوالي 60 كم طولاً على محور الشمال والجنوب وعرضها 13 كم فقط، وهي مقسمة إلى قسمين: "شفله المنخفضة" الغربية، والتي تبدأ على ارتفاع حوالي 150 متراً فوق مستوى سطح البحر ولا يرتفع إلى أكثر من حوالي. 200 متر فوق السهل الساحلي، و"شفله العليا" الشرقية التي تتراوح ارتفاعاتها بين 250 و450 متراً فوق مستوى سطح البحر.   وفي القسم العلوي تكون الوديان المنحدرة من جبال الخليل أعمق، وتتسع بمجرد وصولها إلى الجزء السفلي حيث تخلق مجاري الأنهار مساحات أكبر بين التلال.  حيث تصل إلى شفله، يمكن للأنهار أن تتدفق لمسافات كبيرة على طول الحدود بين الجبال والتلال، وتشكل وديانًا طولية.  لقد كان المرور بين الوديان الشرقية والغربية والشمالية والجنوبية هو الذي يحدد طرق الاتصال عبر التاريخ. 
من الناحية الجيولوجية، فإن شفله عبارة عن صخور متداخلة ، أي أنها تشكلت كحوض كانت طبقات الصخور فيه مطوية إلى الأسفل، ولكنها جزء من منطقة الطية المحدبة الأوسع في الجنوب- وهي تكوين إقليمي يتميز بالطي إلى الأعلى.   تتميز منطقة شفله بتكوينات طباشيرية تعود إلى العصر السينوني - الإيوسيني .  يميل الطباشير الإيوسين الطري إلى بناء قشرة كلسية علوية أكثر صلابة ، بحيث كان الناس في الماضي يستخرجون الطباشير مع ترك طبقة القشرة كلسية في مكانها كسقف.  وبصرف النظر عن استخدام الصخور المستخرجة، فقد استخدموا أيضًا الحفر الجوفية المتكونة لأغراض مختلفة (ملجأ، دفن، تخزين، إلخ). 
ومن أهم خصائصها التلال المتكونة من الطباشير الطري المغطى بالطين ، على عكس تلال الخليل التي تتكون من الطباشير الصلب والدولوميت تحتوي الوديان والمناطق المنخفضة على تربة ذات نسبة عالية من الرمل، بالإضافة إلى مساحات كبيرة من المناطق الخصبة. ويمكن أن تتطور المستنقعات الموسمية خلال موسم الأمطار . يتكون القسم الجنوبي من الرواسب الطفالية ، بينما يتكون القسم الشمالي من عسقلان من الطين .
مناخ منطقة شفله متوسطي معتدل إلى شبه جاف .
تقسم سلسلة من الوديان الممتدة من الشرق إلى الغرب شفله إلى مناطق. فمن الشمال إلى الجنوب هي: وادي أيالون ، ووادي الصرار ، ووادي السنط ، ووادي جبرين، ووادي لخيش ، ووادي دورا . وقد نمت هناك مدن لتطوق بالمدن والبلدات الداخلية، واستغلت التجارة التي تمر عبر هذا الطريق. كان أيالون هو الممر الرئيسي للوصول إلى القدس على طول طريق بيت حورون .
تشكل الكهوف سمة رئيسية للقسم الجنوبي من المنحدرات، وكثير منها جرسية الشكل مثل تلك الموجودة في بيت جبرين . 

## التاريخ والآثار

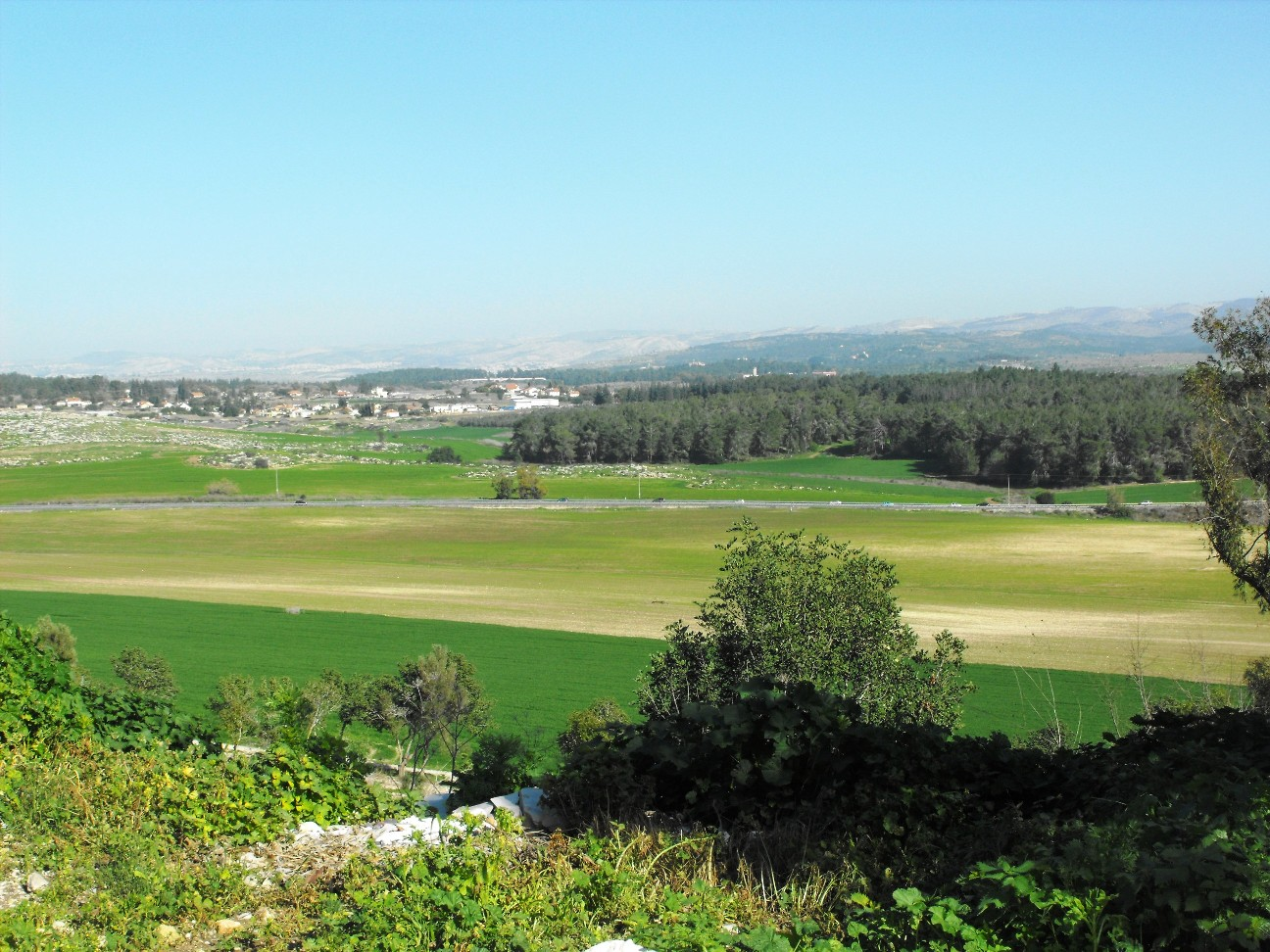
أراضي شفله المنخفضة

كشفت المسوحات الأثرية في شفله أدلة على وجود سكن خلال العصر البرونزي المتأخر.  وخلال العصر الحديدي المبكر، بدأ تراجع عدد سكان ما يُعتقد على نطاق واسع أنها ساكنة كنعانية  بين المراكز الصاعدة لكل من فلستيا الساحلية ومرتفعات الجبال المركزية (جبال وهضاب وسط فلسطين)، على الرغم من بقاء سلسلة من البلدات على الحافة الشرقية. وفي العصر الحديدي الثاني أ-ب، استؤنف النمو السكاني، وبحلول القرن الثامن ق.م كانت المنطقة مكتظة بالسكان، ليس بسبب نمو طبيعي ولكن نتيجة للسكان القادمين، بدءًا من البلدة قصيرة العمر في خربة قيافا . ويتراوح إجمالي عدد السكان المقدر ما بين 50 ألفاً إلى 100 ألف نسمة، موزعين على مواقع عديدة مثل تل لخيش ، وعزيقه ، وتل بورنا ، وتل زيت ، وخربة الكوم ، وتل العريني ، وتل حراسيم، وتل النجيلة. وقد تماهى هذا التوطن، إلى جانب الساكنة الكنعانية، مع ثقافة مرتفعات الجبال المركزية، وتزامن توسعه مع انحدار فلستيا.  خلال فترة الانحدار والدمار النهائي الذي حل بمملكة يهودا على يد الإمبراطورية الآشورية الجديدة والإمبراطورية البابلية الجديدة ، استولى الأدوميون على المنطقة تدريجيًا وأصبحت قلب ما كان يُعرف في اليونانية باسم أدوم. ازدهرت شفله خلال الفترة الهلنستية، وتأثرت بشدة بالحرب اليهودية الرومانية الأولى (66-70م)، وأُخليت من اليهود إلى حد كبير نتيجة لثورة بار كوخبا (132-136م). وازدهرت مرة أخرى في العصر البيزنطي وكانت مسرحًا لإحدى المعارك في أثناء الفتح الإسلامي لبلاد الشام في القرن السابع.